# Bienvenu Manamika Bafouakouahou

Erzbischofswappen von Bienvenu Manamika Bafouakouahou

Bienvenu Manamika Bafouakouahou (* 16. Oktober 1964 in Brazzaville, Republik Kongo) ist ein kongolesischer Geistlicher und römisch-katholischer Erzbischof von Brazzaville.

## Leben
Bienvenu Manamika Bafouakouahou empfing nach seinem Studium in Theologie und Kirchenrecht am 29. August 1993 das Sakrament der Priesterweihe. Danach übte er im Bistum Kinkala pastorale Tätigkeiten aus und war Lehrer am Kleinen Seminar von Kinkala. Von 1996 bis 2003 setzte er sein Studium an der Universität von Salamanca fort und promovierte in Kirchenrecht. 2004 wurde er Generalvikar des Bistums Kinkala.
Am 24. Mai 2013 ernannte ihn Papst Franziskus zum ersten Bischof des mit gleichem Datum errichteten Bistums Dolisie. Die Bischofsweihe spendete ihm der Apostolische Nuntius in Panama und ehemalige Nuntius in der Republik Kongo, Erzbischof Andrés Carrascosa Coso, am 25. August desselben Jahres. Mitkonsekratoren waren Louis Portella, Bischof von Kinkala, und Daniel Mizonzo, Bischof von Nkayi.
Am 18. April 2020 ernannte ihn Papst Franziskus zum Koadjutorerzbischof von Brazzaville. Mit dem altersbedingten Rücktritt Anatole Milandous am 21. November 2021 folgte er diesem als Erzbischof von Brazzaville nach.
Bienvenu Manamika Bafouakouahou ist Vorsitzender der kongolesischen Bischofskonferenz (Stand 2023).